# Маршалл (округ, Айова)
Ма́ршалл (англ. Marshall County) — округ в США, штате Айова. На 2000 год численность населения составляла 39 311 человек. По оценке бюро переписи населения США в 2009 году население округа составляло 39 259 человек. Окружным центром является город Маршалтаун.

## История
Округ Маршалл был сформирован в 13 января 1846 года.

## География
Согласно данным Бюро переписи населения США площадь округа Маршалл составляет 1482 км².

### Основные шоссе
- Шоссе 30
- Автострада 14
- Автострада 96
- Автострада 146
- Автострада 330

### Соседние округа
- Хардин (северо-запад)
- Гранди (северо-восток)
- Тейма (восток)
- Джаспер (юг)
- Стори (запад)

## Демография
По данным переписи населения 2000 года в округе проживало 39 311 жителей. Среди них 25,9 % составляли дети до 18 лет, 16,8 % люди возрастом более 65 лет. 50,2 % населения составляли женщины.
Национальный состав был следующим: 95,5 % белых, 1,6 % афроамериканцев, 0,7 % представителей коренных народов, 1,2 % азиатов, 15,8 % латиноамериканцев. 1,0 % населения являлись представителями двух или более рас.
Средний доход на душу населения в округе составлял $19176. 12,9 % населения имело доход ниже прожиточного минимума. Средний доход на домохозяйство составлял 44615 $.
Также 82,3 % взрослого населения имело законченное среднее образование, а 17,0 % имело высшее образование.